# U-Bahnhof Sportpark Höhenberg
Der U-Bahnhof Sportpark Höhenberg (bis 9. Dezember 2023: Höhenberg Frankfurter Straße) ist eine unterirdische Haltestelle der Linie 1 der Kölner Stadtbahn, die unterhalb der Frankfurter Straße liegt, aber ansonsten in halb-offener Trogbauweise errichtet wurde. Die Station liegt im Kölner Stadtteil Höhenberg und wurde als erste Station am Anfang des Deutz-Kalker-Tunnels 1979 eröffnet. Die Station hat zwei Seitenbahnsteige und je zwei direkte Treppenaufgänge zur Frankfurter Straße von jedem Bahnsteig. Obwohl es weder Rolltreppen noch Aufzüge gibt, ist die Haltestelle barrierefrei durch sehr lang gezogene, stufenlose Rampen von den Bahnsteigen auf die Straßenebene.
Der Zusatz "Höhenberg" im Namen der Haltestelle war nötig, weil etwa 2 km weiter nördlich die Linie 3 im Stadtteil Buchheim ebenerdig die Frankfurter Straße kreuzt, deren Haltestelle dort "Buchheim Frankfurter Straße" heißt. Außerdem gibt es einige Kilometer weiter südlich in Gremberghoven auch noch eine S-Bahn-Station mit dem Namen Köln Frankfurter Straße. Lange Zeit wurde die Haltestelle auf den Bahnsteigschildern nur als "Frankfurter Straße" bezeichnet, mittlerweile wurde aber der im Fahrplan angeschriebene Namenszusatz auch auf die Schilder übertragen. 
Zum Fahrplanwechsel der KVB am 10. Dezember 2023 erfolgte eine Umbenennung der Stadtbahn-Haltestelle „Höhenberg Frankfurter Straße“ in „Sportpark Höhenberg“.

## Lage
Die Station liegt im Kölner Stadtteil Höhenberg unter der Frankfurter Straße, an der Kreuzung mit dem Höhenberger Kirchweg und dem Merheimer Heideweg. Die Haltestelle liegt in unmittelbarer Nähe zum Sportpark Höhenberg, früher Flughafen-Stadion, in dem Viktoria Köln seine Heimspiele austrägt.
Etwa 50 Meter stadteinwärts vor der Haltestelle endet der Deutz-Kalker Tunnel unter dem Höhenberger Kirchweg, und die Gleise unterqueren in offener Trogbauweise ca. 5 Meter tief die Frankfurter Straße. Stadtauswärts steigt die Gleistrasse zur Merheimer Heide an, um etwa 700 Meter weiter Richtung Bensberg die Autobahn A3 am Kalker Friedhof zu überqueren.

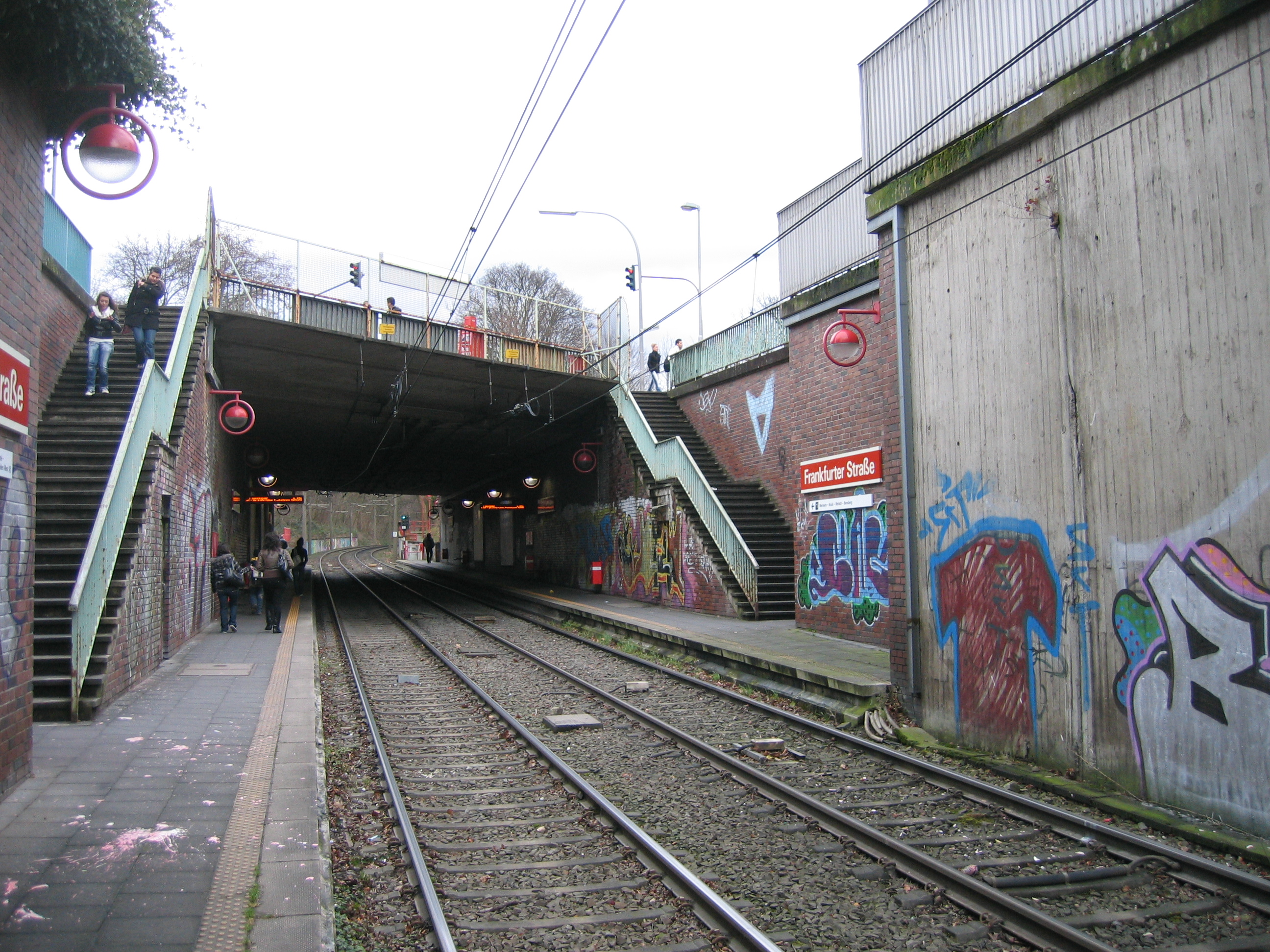
Die Haltestelle im Jahr 2008, noch vor der Gestaltung und mit alten Schildern.

Die Linie 1 fährt stadtauswärts weiter über Merheim und Brück nach Bensberg. Stadteinwärts fährt sie unter der Kalker Hauptstraße, wo sie sich an der Station Kalk Kapelle mit der Linie 9 vereinigt, weiter über Deutz und die Deutzer Brücke in die Innenstadt, und verlässt die Stadt dann fast schnurgerade in westlicher Richtung auf der ehemaligen Römerstraße Aachener Straße über das Rheinenergiestadion nach Weiden. Umstiegsmöglichkeiten bestehen zu den Buslinien 151 und 152 in Richtung Köln-Porz und Chemiepark Leverkusen S-Bahn.

## Bedienung
| Linie | Linienverlauf | Takt   |
| ----- | --- | ------ |
| 1     | Weiden West – Junkersdorf – Rheinenergiestadion – Müngersdorf – Braunsfeld – Aachener Str./Gürtel – Moltkestraße – Rudolfplatz – Neumarkt – Heumarkt – U Bf. Deutz/Messe – U Deutz Technische Hochschule – U Kalk Post – U Kalk Kapelle – U Fuldaer Straße – U Sportpark Höhenberg – Merheim – Brück – Lustheide – Refrath – Kippekausen – Frankenforst – Neuenweg – Kölner Str. – Im Hoppenkamp – U Bensberg | 10 min |

Im regulären Linienverkehr der KVB halten an der Frankfurter Straße nur noch Stadtbahnwagen des Typs K4000 und K4500, das sind von der Linie 1 werktags ca. 300 Fahrten an dieser Station. Durch seine Lage vor dem Betriebshof Merheim gibt es allerdings seit 2007, vor allem in den frühen Morgenstunden und abends auch fast ebenso viele Fahrten ein- und ausrückender Züge, so genannter E-Bahnen, die auch hier halten. Wie die weiteren Stationen des Deutz-Kalker Tunnels Fuldaer Straße, Kalk Kapelle, Kalk Post und Deutz Technische Hochschule halten diese Züge auch hier und erlauben Fahrgastwechsel. Damit hat die Station auch einzelne umstiegsfreie tägliche Verbindungen zu den Hochflur-Linien 3,4 und 5, sowie zu den Niederflurlinien 12 und 15. Insgesamt halten an der Station also werktäglich ca. 500 Züge.

## Gestaltung
Die Außenwände der Seitenbahnsteige und die Treppenaufgänge zur Straßenebene fallen auf, da sie im Graffiti-Stil künstlerisch gestaltet sind. 2008 wurde die Haltestelle vom Kölner Jugendkunstprojekt "Mittwochs-Maler" in ihren jetzigen Zustand verschönert, bis dahin bestanden die Außenwände aus dunkelroten Klinkersteinen.